# ブルク
ブルク (ドイツ語: Burk)は、ドイツ連邦共和国バイエルン州ミッテルフランケンのアンスバッハ郡に属す町村（以下、本項では便宜上「町」と記述する）で、デントライン・アム・フォルスト行政共同体を構成する自治体の一つである。

## 地理

### 自治体の構成
この町は、公式には5つの地区 (Ort) からなる。このうち小集落や孤立農場などを除く集落を以下に列記する。
- ブルック
- ブルク
- マイエルンドルフ

## 歴史
ブルクは、バンベルク司教本部領に属した。1803年の帝国代表者会議主要決議でバイエルンに属すこととなった。1818年のバイエルン王国の行政改革の時代に現在の自治体が成立した。

## 行政

### 議会
ブルクの議会は、首長を含めて13議席からなる。

### 紋章
図柄: 上部は、銀と黒の市松模様の四分割。その下は、赤地に、重なり合って置かれたそれぞれ4つの突起を持つ2本の角材。

## 経済と社会資本
ブルクは、ロマンティック・フランケン観光連盟に加盟している。

## スポーツ
この町のスポーツクラブは、SV Pfeil Burk（テニスとサッカー部門がある）。アンドレアス・ヴォルフは、このチームでサッカーを学んだ。

## 引用
1. ↑  https://www.statistikdaten.bayern.de/genesis/online?operation=result&code=12411-003r&leerzeilen=false&language=de Genesis-Online-Datenbank des Bayerischen Landesamtes für Statistik Tabelle 12411-003r Fortschreibung des Bevölkerungsstandes: Gemeinden, Stichtag (Einwohnerzahlen auf Grundlage des Zensus 2011)
2. ↑  Bayerische Landesbibliothek Online